# Valpoi
Valpoi è una città dell'India di 7.913 abitanti, situata nel distretto di Goa Nord, nello territorio federato di Goa. In base al numero di abitanti la città rientra nella classe V (da 5.000 a 9.999 persone).

## Geografia fisica
La città è situata a 15° 31' 60 N e 74° 7' 60 E e ha un'altitudine di 15 m s.l.m..

## Società

### Evoluzione demografica
Al censimento del 2001 la popolazione di Valpoi assommava a 7.913 persone, delle quali 4.035 maschi e 3.878 femmine. I bambini di età inferiore o uguale ai sei anni assommavano a 988, dei quali 500 maschi e 488 femmine. Infine, coloro che erano in grado di saper almeno leggere e scrivere erano 6.149, dei quali 3.350 maschi e 2.799 femmine.